# Căpâlna de Jos
Căpâlna de Jos – wieś w Rumunii, w okręgu Alba, w gminie Jidvei. W 2011 roku liczyła 714 mieszkańców.